# Joseph Maïla
Joseph Maïla (...) è un politologo, orientalista, sociologo e professore universitario libanese naturalizzato francese. Specializzato in islamistica e sociologia dei conflitti, dal 2004 al 2005 è stato il primo laico ad essere rettore dell'Institut catholique de Paris. Ha collaborato al dialogo interreligioso per conto della Santa Sede e poi col Ministero degli Affari Esteri francese, dove è stato a capo di un'"unità religioni" nel 2009 e della direzione degli studi previsionali fino al 2012. In seguito, è divenuto docente dell'ESSEC Business School.

## Biografia
Laureato all'Institut d'études politiques de Paris, Joseph Maïla ha conseguito anche un diploma post-laurea (DEA, equivalente all'odierno master) in scienze politiche e un altro DEA in diritto internazionale presso l'Università di Parigi-I. Ha inoltre conseguito un dottorato in filosofia presso l'Università di Parigi-X, ottenuto nel 1976, e un dottorato in scienze sociali presso l'Institute catholique de Paris, conseguito nel 1992..
Dal 1977 al 1984, Joseph Maïla è stato vice-decano della Facoltà di Lettere e Filosofia dell'Université Saint-Joseph di Beirut di  e membro del comitato direttivo strategico dello stesso ateneo. Dal 1997 al 2004 è stato decano della Facoltà di Scienze sociali ed economiche dell'Institut catholique de Paris, diventandone il primo rettore laico per l'anno accademico 2004. A seguito di tensioni interne sulla direzione da dare a "La Catho" e ritenendo di non essere "in grado di continuare il (suo) mandato" e vittima di accuse sulla sua presunta incompetenza gestionale, è stato costretto a dimettersi un anno dopo dall'arcivescovo di Parigi, André Vingt-Trois. Le sue dimissioni furono accolte con incomprensione da quasi tutti i professori delle varie facoltà dell'ateneo: uno di essi, Jean Greisch, decise di dimettersi a sua volta, per ribadire il suo profondo disaccordo con questa prassi decisionale.
Nel giugno 2009 è stato nominato capo di una "unità religioni" composta da sei persone, organismo senza precedenti che fu ideato e istituito dal ministro Bernard Kouchner all'interno della Direzione degli studi avanzati del Ministero degli Affari Esteri francese, con l'obiettivo dichiarato di "osservare e analizzare le principali tendenze e movimenti che interessano le religioni nel mondo" e di individuare le sfide future della diplomazia nazionale.
Dal 2010 al 2012 è stato a capo del Direzione degli studi previsionali.
Nel settembre 2013, è stato il candidato proposto dal Libano per la carica di direttore generale dell'UNESCO. Dal 2014 è direttore del dipartimento "Geopolitica e mediazione" dell'Istituto per la ricerca e l'insegnamento sul negoziato dell'ESSEC.

### Altri incarichi
Joseph Maïla ha ricoperto anche i seguenti incarichi:
- professore ospite del Centro di studi e ricerche internazionali dell'Università di Montréal (Cérium);[13]
- contributore del quotidiano La Croix;
- membro del comitato editoriale della rivista Esprit;[14]
- membro del comitato di sponsorizzazione del Coordinamento per l'educazione alla non-violenza e alla pace (ex Coordination française pour la Décennie internationale de promotion d'une culture de la non-violence et de la paix);[15]
- direttore del Centro di ricerca sulla pace (CRP);[16][17]
- direttore dell'Istituto di formazione alla mediazione e alla negoziazione (IFOMENE) dell'Institut catholique de Paris.[18][senza fonte]

## Pubblicazioni
- J'ai déposé les armes : Une femme dans la guerre du Liban, prefazione a cura di Regina Sneifer, Éditions de l'Atelier, Ivry-sur-Seine, 2006.
- Le Grand Âge de la vie, in collaborazione con Maurice Godelier e François Jullien, éd. Presses universitaires de France, Paris, 2005.
- De Manhattan à Bagdad : Au-delà du bien et du mal, in collaborazione con Mohammed Arkoun, éd. Desclée de Brouwer, Paris, 2003.
- Iraq : les enjeux du conflit, éd. Desclée de Brouwer, Paris, 2003.
- Le conflit israélo-palestinien, in collaborazione con Daniel Lindenberg, éd. Desclée de Brouwer, Paris, 2001.
- « L'islam au XX siécle : du réformisme à l’islamisme », in Encyclopédie des Religions, sotto la direzione editoriale di Frédéric Lenoir e Ysé Tardan-Masquelier, éd. Bayard, Paris, 1997.
- L'islam moderne : entre le réformisme et l'islam politique, éd. Bayard, Paris, 1997.
- The Taif Agreement: A Commentary, éd. Centre for Lebanese Studies, Oxford, 1993.
- The Document of National Understanding: A Commentary, éd. Centre for Lebanese Studies, Oxford, 1992.
- Les droits de l'homme sont-ils impensables dans le monde arabe ?, éd. Hachette, Paris, 1991.
- Hegel et l'islam, éd. Publications de l'université Saint-Joseph, Beyrouth, 1980.
- I cristiani d'Oriente fra memoria e speranza, Vita e Pensiero, 2017 - 6, 10 p.